# 13365 Tenzinyama
13365 Tenzinyama è un asteroide della fascia principale. Scoperto nel 1998, presenta un'orbita caratterizzata da un semiasse maggiore pari a 3,0268397 UA e da un'eccentricità di 0,1021577, inclinata di 8,91357° rispetto all'eclittica.
L'asteroide è dedicato all'omonima altura su cui sorge il castello di Iwamuro nella Prefettura di Niigata in Giappone.